# Jean-François Pintat
Jean-François Pintat, né le 29 juillet 1923 à Bordeaux (Gironde) et mort le 14 juin 1990 à Soulac-sur-Mer (Gironde), est un homme politique français.

## Détail des fonctions et des mandats
Mandats locaux
- 1959 - 1965 : maire de Soulac-sur-Mer
- 1965 - 1971 : maire de Soulac-sur-Mer
- 1971 - 1977 : maire de Soulac-sur-Mer
- 1977 - 1983 : maire de Soulac-sur-Mer
- 1983 - 1989 : maire de Soulac-sur-Mer
- 1989 - 14 juin 1990 : maire de Soulac-sur-Mer
- 1964 - 1970 : conseiller général du canton de Saint-Vivien-de-Médoc
- 1970 - 1976 : conseiller général du canton de Saint-Vivien-de-Médoc
- 1973 - 1986 : vice-président du conseil régional d'Aquitaine

Mandats parlementaires
- 26 septembre 1971 - 28 septembre 1980 : sénateur de la Gironde
- 28 septembre 1980 - 24 septembre 1989 : sénateur de la Gironde
- 24 septembre 1989 - 14 juin 1990 : sénateur de la Gironde
- 17 juillet 1979 - 23 juillet 1984 : député européen